# Roxolans
Les Roxolans étaient un peuple cavalier nomade de la steppe pontique, issu des Sarmates de l'Antiquité et qui s'est dispersé au IVe siècle lors de l'invasion des Huns. Ils étaient apparentés aux Alains, avec lesquels ils partageaient un mode de vie nomade.

## Histoire
Au Ier siècle av. J.-C., les Sarmates attaquent la Crimée, dépendante du Pont sous Mithridate VI, puis migrent vers l'Ouest et, au Ier siècle, atteignent les bouches du Danube et commencent à effectuer des raids sur la Mésie, territoire romain situé au sud du Danube. Marcus Aponius Saturninus était alors gouverneur de la province, face aux Sarmates Roxolans, aux Iazyges et aux Daces.
En l'an 68, ils pillent avec succès la Mésie, où deux cohortes romaines furent perdues. L'année suivante, un nouveau raid est arrêté par la Legio III Gallica, appelée en renfort depuis la province de Syrie, et qui tue 9 000 Roxolans, surchargés par le butin et les bagages, et dont la lourde cotte de mailles les empêchait de se relever une fois mis à terre, les laissant vulnérables aux coups. Pour cette victoire Marcus Aponius Saturninus fut récompensé par Othon d'une statue triomphale, tandis que ses légats de légion, Fulvius Aurélius, Julianus Titius et Numisius Lupus, reçurent les ornements consulaires. En l'an 92, les Roxolans alliés aux Daces prirent leur revanche, décimant la Legio XXI Rapax.
Cette insécurité sur la frontière du Danube, ainsi que la présence de filons d'or dans les Carpates, décida l'empereur Trajan à entreprendre la conquête de la Dacie, qui aboutit à la destruction du royaume de Décébale, fédérateur des Daces et des Roxolans. Ces derniers, vaincus lors de la campagne de 101-102, restèrent neutres lors de la dernière campagne de Trajan en 105-106. L'incorporation de la Dacie à l'Empire romain encercla le territoire roxolan (actuelles Munténie et Moldavie méridionale), mais les Roxolans, comme les Iazyges de l'ouest dace et comme les Daces de l'est nommés Carpes ou Tyragètes, sauvegardèrent leur indépendance. Il commercèrent activement avec Rome, mais se méfiant néanmoins d'eux en raison du passé, l'empereur Hadrien renforça le limes le long du Danube afin de les contenir. Sous le même Hadrien, Rasparagnus, le roi des Roxolans, reçoit la citoyenneté romaine.
En 160, ne pouvant plus piller la Mésie, les Roxolans firent des incursions en Pannonie où ils se heurtèrent à l'empereur Marc Aurèle qui les vainquit : un certain nombre d'entre eux rejoignit l'armée romaine, comme de nombreux autres peuples « barbares » à cette époque. Les Roxolans étaient réputés excellents cavaliers.
L'invasion des Huns fit disparaître ce peuple de l'histoire. Les protochronistes russes ont écrit que les Roxolans seraient les ancêtres des Slaves, apparus dans l'histoire peu après la dispersion des Roxolans. Cependant, la majorité des historiens rejette aujourd'hui cette hypothèse, car parmi les langues indo-européennes du groupe « Satem », la langue roxolane était scythique, proche des langues iraniennes, et non slave.
Le nom des Roxolans dérive du sarmate Roukchan, « brillants, éclatants, glorieux », proche du vieux persan Râwukhshan qui est aussi à l'origine du prénom « Roxane » (porté, entre-autres, par l'épouse bactrienne d'Alexandre le Grand) popularisé sous la forme Roxane et toujours porté, en Iran sous la forme روشَنَک Roshanak ou رکسانا Roksâna, et en Europe sous les formes Roxanne, Roxelane, Ruxandra (en Roumanie) ou Oksana (en Ukraine).

## Sources
- http://www.mediterranees.net/geographie/strabon/sommaire.html Strabon, Géographie
- http://remacle.org/bloodwolf/historiens/tacite/histoires1.htm Tacite, Histoires, Livre 1